# وی (خواننده)
این یک نام کره‌ای است؛ نام خانوادگی کیم است.
کیم ته-هیونگ (به کره‌ای: 김태형؛ زادهٔ ۳۰ دسامبر ۱۹۹۵) که با نام هنری وی (به انگلیسی: V) شناخته می‌شود، خواننده، ترانه‌سرا و بازیگر اهل کره جنوبی است. او یکی از خوانندگان گروه پسرانهٔ کره‌ای بی‌تی‌اس است.

## اوایل زندگی و تحصیلات
وی با نام اصلی کیم ته هیونگ (به انگلیسی: Kim Tae-hyung) در ۳۰ دسامبر ۱۹۹۵، در دگو کرهٔ جنوبی زاده شد و در شهرستان گوچانگ رشد یافت. او یک خواهر و یک برادر کوچک‌تر دارد. ابتدا در دورهٔ دبستان تصمیم به خوانندگی حرفه‌ای گرفت و سرانجام در اوایل دورهٔ راهنمایی با هدف نوازندگی، شروع به یادگیری ساکسوفون کرد. پدر او در این مسیر از او حمایت کرد. وی پس از قبولی در مصاحبهٔ بیگ هیت انترتینمنت در دگو، کارآموز این کمپانی شد.
او پس از فارغ‌التحصیلی از دبیرستان هنرهای کره‌ای در سال ۲۰۱۴، در رشتهٔ پخش و سرگرمی، وارد دانشگاه سایبر جهانی و در اوت ۲۰۲۱ فارغ‌التحصیل شد. از سال ۲۰۲۱، در رشتهٔ مدیریت ارشد کسب‌وکار در تبلیغ و رسانه، وارد دانشگاه مجازی هانیانگ شد.

## حرفه

### ۲۰۱۳ تاکنون: بی‌تی‌اس
وی در ۱۳ ژوئن ۲۰۱۳ به‌عنوان عضوی از بی‌تی‌اس، با انتشار تک‌آهنگ «خیال‌بافی دیگه بسه» از آلبوم اول گروه، خیلی خفن برای مدرسه، آغاز به کار کرد. اولین تجربهٔ ترانه‌سرایی او در ترانهٔ «محکم بغلم کن» از آلبوم زیباترین لحظه در زندگی، قسمت ۱ بود که در نوشتن و تهیهٔ آن همکاری داشت. او همچنین در نوشتن متن قطعهٔ «پسران هیجان‌زده» از این آلبوم، مشارکت کرد. ملودی نوشته شده توسط وی، در قطعهٔ «بدو» از آلبوم زیباترین لحظه در زندگی، قسمت ۲ به کار رفت. علاوه بر این، در ترانه‌سرایی تک‌خوانی خود، «انگ» از آلبوم بال‌ها، مشارکت داشت. وی همچنین به‌طور غیررسمی، کاوری از «بغلم کن» را به‌همراه عضو دیگر گروه، جی-هوپ و کاوری را از «یکی مثل تو» ادل منتشر کرد.
تک‌خوانی دوم او با عنوان «تکینگی» در مهٔ ۲۰۱۸، به‌عنوان تریلر سومین آلبوم استودیویی بی‌تی‌اس، عاشق خودت باش: اشک، منتشر شد. این قطعه در مجموع مورد قبول منتقدان واقع شد و در انتهای سال، در چندین فهرست برگزیدهٔ منتقدان جای گرفت. یک ماه پس از انتشار، در فهرست پخش «۵۰ ترانهٔ برتر ماه ژوئن ۲۰۱۸» گاردین و در رتبهٔ ۲۸ فهرست منتقدان «۵۰ ترانهٔ برتر بی‌تی‌اس» بیلبورد قرار گرفت. «تکینگی» همچنین در فهرست «۶۵ ترانهٔ برتر ۲۰۱۸» نیویورک تایمز بیستم شد. منتقد موسیقی پاپ میکائل وود از لس آنجلس تایمز، از این قطعه به‌عنوان چهارمین «ترانهٔ شایستهٔ بازپخش ۲۰۱۸» یاد کرد و منتقد موسیقی گاردین لورا اسنیپس، به‌عنوان یکی از قطعات محبوبش، آن را در فهرست «بهترین موسیقی ۲۰۱۸: آلبوم‌ها و قطعات» جای داد.
وی در ۲۴ اکتبر ۲۰۱۸، جزو جوان‌ترین افرادی بود که به‌خاطر گسترش فرهنگ کره، نشان لیاقت فرهنگی را به‌همراه دیگر اعضای بی‌تی‌اس، از رئیس‌جمهور کرهٔ جنوبی دریافت کرد.
او به‌همراه جی-هوپ، در یک همکاری با خوانندهٔ سوئدی زارا لارسون، ترانهٔ «یک روز نو» را منتشر کرد که در آلبوم موسیقی متن بازی دنیای بی‌تی‌اس قرار گرفت. این ترانه در ۱۴ ژوئن ۲۰۱۹ منتشر شد و در صدر جدول ترانه‌های دیجیتال ملل قرار گرفت. هشت ماه بعد، در قطعهٔ «دوستان» با دیگر عضو گروه جیمین همکاری کرد و همچنین در ترانه‌سرایی تک‌خوانی خود «کودک درون» از آلبوم نقشهٔ روح: ۷، مشارکت داشت.

### ۲۰۱۶ تاکنون: فعالیت‌های انفرادی

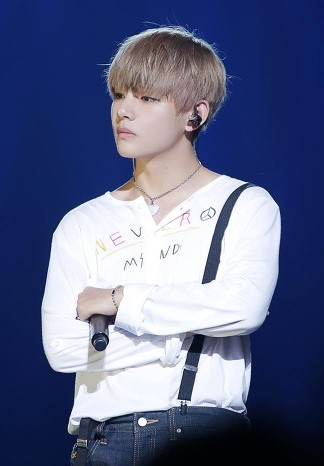
وی در کوبهٔ ژاپن، تور زیباترین لحظه در زندگی روی صحنه، ۲۳ مارس ۲۰۱۶.

وی در سال ۲۰۱۶، نخستین نقش‌آفرینی خود را با حضور در درام تاریخی هوارانگ: جوانان جنگجوی شاعر کی‌بی‌اس۲، تجربه کرد. همچنین با همکاری عضو گروه جین، «قطعاً تویی» را برای موسیقی متن این مجموعه خواند. در ۸ ژوئن ۲۰۱۷ به مناسبت چهارمین سالگرد تشکیل گروه، قطعهٔ «ساعت ۴» را منتشر کرد که در تهیهٔ آن با عضو دیگر گروه آراِم همکاری کرده‌بود.
نخستین تک‌خوانی او خارج از بی‌تی‌اس، «منظره» نام داشت که در ۳۰ ژانویهٔ ۲۰۱۹ در صفحهٔ ساوندکلاود گروه منتشر شد. این بالاد توسط وی سروده و نوشته شد و تهیهٔ آن برعهدهٔ تهیه‌کننده‌های بیگ هیت اینترتینمنت داکسکیم، پی‌داگ و هیس نویز بود. همچنین عکس‌برداری جلد هنری آن را نیز به دست وی انجام گرفت. این ترانه رکورد ۱۰۰ میلیون استریم ساوندکلاود در کم‌ترین زمان را با ۱۴ روز شکست. «منظره» در دو هفتهٔ اول پس از انتشار، نه بار رکورد استریم روزانه را شکست. هفت ماه بعد در ۹ اوت، دومین تک‌خوانی و نخستین ترانهٔ کاملاً انگلیسی‌زبان خود را با عنوان «خرس زمستانی»، در ساوندکلاود و موزیک ویدئوی آن را که توسط خود او کارگردانی شده‌بود، در کانال یوتیوب بی‌تی‌اس منتشر کرد. وی این قطعه را به‌همراه آراِم، هیس نویز و ادورا تهیه کرد و همچنین عکس‌برداری جلد هنری آن نیز توسط او (با نام مستعار وَنته) انجام گرفت.
او در ۱۳ مارس ۲۰۲۰، ترانهٔ «شب شیرین» را به‌عنوان موسیقی متن درام کلاس ایته‌‌وون جی‌تی‌بی‌سی منتشر کرد. این ترانهٔ ایندی پاپ انگلیسی‌زبان که توسط وی ترانه‌سرایی و تهیه شده‌بود، به‌خاطر آهنگسازی، اجرا و متن خود، نقدهای قابل قبولی دریافت کرد. «شب شیرین» پس از انتشار، در جدول فروش ترانه‌های دیجیتال ایالات متحدهٔ بیلبورد شمارهٔ ۲ شد و بالاترین رتبه‌ای بود که توسط یه تک‌خوان کره‌ای در تاریخ این جدول کسب شد. وی در ۲۵ دسامبر ۲۰۲۰، قطعهٔ «گل برفی» را با حضور پیک‌بوی منتشر کرد.

## تأثیر
وی در فن‌میتینگی در نوامبر ۲۰۱۶، عبارت «I purple you» (به معنی بنفشت دارم یا بنفشت می‌کنم) را خلق کرد. از آن پس، رنگ بنفش به نماد بی‌تی‌اس و طرفدارانش تبدیل شد. همچنین یونیسف این عبارت را در کمپین ضد قلدری خود به کار برد؛ کمپینی که با مشارکت بی‌تی‌اس تشکیل شده‌بود.
وی در بررسی انجام‌شده توسط گالوپ کره، به‌عنوان چهارمین آیدل ارجح سال ۲۰۱۹ معرفی شد؛ او در سال ۲۰۱۸ نهم بود.
هنرمندان بسیاری از او به‌عنوان الگو و الهام‌بخش خود یاد کرده‌اند؛ افرادی همچون یونگ‌هون و هال از د بویز، جه‌هیون و جانگ‌جون گلدن چایلد، بین ام‌وی‌پی، بیون هیون-مین رینز، سِریم کرَویتی، یوسانگ و مینگی ایتیز، جونگ‌سونگ و دیلان دی-کرانچ، بائو از لوسنته، یون‌مین نیوکید، هانیو از بوی استوری، بومگیو از تی‌اکس‌تی، لی ته‌سونگ، ماهیرو هیداکا و عضو سابق وانا وان، پارک جی-هون.

## استعداد هنری
صدای باریتون وی، به‌ویژه گسترهٔ صوتی و تن «خش‌دار» او، در مجموع نقدهای مثبتی دریافت کرده‌است. صدای او پس از اجرای تک‌خوانی «انگ»، بیش از قبل مورد توجه واقع شد و فالستوهایی که نشانگر گسترهٔ صوتی وسیع او بود و سبک موسیقایی منحصر به‌فردش، تحسین‌برانگیز عنوان شد. منتقد موسیقی بلانکا مندز، تونالیتهٔ وی در «تکینگی» را که قطعهٔ آغازگر عاشق خودت باش: اشک از بی‌تی‌اس بود، «تعیین‌کنندهٔ اصلی لحن آلبوم» توصیف کرد. کارن روفینی از الیت دیلی در مقاله‌ای نوشت: «وی به سادگی تن‌های بسیار آرامش‌بخش و زیری را ارائه می‌کند که از عناصر کلیدی صدای نهایی بی‌تی‌اس اند». تیمار هرمن از بیلبورد نیز نت‌های پایین او را یکی از ویژگی‌های بارز موسیقی بی‌تی‌اس عنوان کرد. سبک موسیقایی وی عمیقاً متأثر از عشق او به جاز و موسیقی کلاسیک است. از الهام‌بخش‌های او می‌توان به اریک بنت و روبن استودارد اشاره کرد.
مشخصهٔ سبک اجرایی وی، «دوگانگی» و توانایی او در برانگیختن احساسات مختلف بر روی صحنه است. روزنامه‌نگار بریتانیایی ریان دیلی از ان‌ام‌ئی، حرکات وی در اجرای «تکینگی» تور جهانی عاشق خودت باش: خودت را ابراز کن را «دقیق و سنجیده» توصیف کرد. کریستال بل از ام‌تی‌وی عنوان کرد، اجراهای وی، غالباً بر پایهٔ ارتباط او با دوربین‌های زندهٔ سالن‌های کنسرت و استفاده از آن‌ها جهت ارائهٔ حرکات نامحسوس و زیرکانه استوار است.

## زندگی شخصی
در اکتبر ۲۰۱۸ در طول تور جهانی عاشق خودت باش در پاریس، به دلیل بیماری، به‌سختی قادر به خوانندگی بود و در طول کنسرت، به‌اجبار از آوازخواندن پرهیز کرد. او در ژوئیهٔ ۲۰۱۹، یک آپارتمان لوکس را به ارزش ۴/۵۵ میلیون دلار خریداری کرد. در اکتبر ۲۰۲۱ اعلام شد که وی به‌دلیل آسیب دیدگی ساق پا، در طول کنسرت‌های «اجازهٔ رقص روی صحنه» از رقصیدن خودداری خواهد کرد و در عوض، به‌صورت نشسته آواز خواهد خواند.
او از سال ۲۰۱۸، در هانام دونگ سئول، پایتخت کره جنوبی، با اعضای گروهش زندگی می‌کند.
تهیونگ خدمت سربازی خود در یگان ویژه را از دسامبر ۲۰۲۳ آغاز کرد.

## ترانه‌شناسی
| عنوان                     | سال                  | بالاترین موقعیت در جدول | بالاترین موقعیت در جدول | بالاترین موقعیت در جدول | بالاترین موقعیت در جدول | بالاترین موقعیت در جدول | بالاترین موقعیت در جدول | بالاترین موقعیت در جدول | فروش                   | آلبوم                                 |
| عنوان                     | سال                  | کره                     | کره                     | ملل ایالات متحده        | دیجیتال فرانسه          | مجارستان                | ژاپن ۱۰۰ آهنگ           | نیوزیلند داغ            | فروش                   | آلبوم                                 |
| عنوان                     | سال                  | گائون                   | ۱۰۰ آهنگ                | ملل ایالات متحده        | دیجیتال فرانسه          | مجارستان                | ژاپن ۱۰۰ آهنگ           | نیوزیلند داغ            | فروش                   | آلبوم                                 |
| به‌عنوان خوانندهٔ اصلی      | به‌عنوان خوانندهٔ اصلی | به‌عنوان خوانندهٔ اصلی    | به‌عنوان خوانندهٔ اصلی    | به‌عنوان خوانندهٔ اصلی    | به‌عنوان خوانندهٔ اصلی    | به‌عنوان خوانندهٔ اصلی    | به‌عنوان خوانندهٔ اصلی    | به‌عنوان خوانندهٔ اصلی    | به‌عنوان خوانندهٔ اصلی   | به‌عنوان خوانندهٔ اصلی                  |
| ------------------------- | -------------------- | ----------------------- | ----------------------- | ----------------------- | ----------------------- | ----------------------- | ----------------------- | ----------------------- | ---------------------- | ------------------------------------- |
| «انگ»                     | ۲۰۱۶                 | ۲۶                      | —                       | ۱۰                      | ۸                       | ۸                       | —                       | —                       | - کره: ۱۱۰٬۸۹۸         | بال‌ها                                 |
| «مقدمه: تکینگی»           | ۲۰۱۸                 | ۵۴                      | ۱۰                      | ۳                       | ۱۰۰                     | ۲۳                      | ۳۴                      | —                       | - ایالات متحده: ۱۰٬۰۰۰ | عاشق خودت باش: اشک                    |
| «کودک درون»               | ۲۰۲۰                 | ۲۴                      | ۴۸                      | ۶                       | —                       | ۷                       | —                       | —                       | —                      | نقشهٔ روح: ۷                           |
| حضور در موسیقی‌های متن     |                      |                         |                         |                         |                         |                         |                         |                         |                        |                                       |
| «قطعاً تویی» (به‌همراه جین) | ۲۰۱۶                 | ۳۴                      | —                       | ۸                       | —                       | ۱۵                      | —                       | —                       | - کره: ۷۶٬۶۵۷          | موسیقی متن هوارانگ:جوانان جنگجوی شاعر |
| «شب شیرین»                | ۲۰۲۰                 | ۱۴                      | —                       | —                       | —                       | ۱                       | —                       | ۳۴                      | —                      | موسیقی متن کلاس ایته‌وون               |

### ترانه‌های دیگر
| سال  | عنوان                 | قالب                   | توضیحات                                                           |
| ---- | --------------------- | ---------------------- | ----------------------------------------------------------------- |
| ۲۰۱۴ | «فارغ‌التحصیلی ۹۵ای‌ها» | دانلود دیجیتال، استریم | - ملودی اصلی از «عشق قدیمی» لوپه فیاسکو و اد شیرن - به‌همراه جیمین |
| ۲۰۱۷ | «ساعت ۴»              | دانلود دیجیتال، استریم | - به‌همراه آراِم                                                    |
| ۲۰۱۹ | «منظره»               | دانلود دیجیتال، استریم | —                                                                 |
| ۲۰۱۹ | «خرس زمستانی»         | دانلود دیجیتال، استریم | —                                                                 |

### ترانه‌سرایی‌ها
جزئیات برگرفته از پایگاه دادهٔ انجمن حق تکثیر موسیقی کره است.
| سال  | هنرمند     | آلبوم                              | ترانه                    |
| ---- | ---------- | ---------------------------------- | ------------------------ |
| ۲۰۱۳ | بی‌تی‌اس     | خیلی خفن برای مدرسه                | «خاتمه: سایفر اتاق مدوّر» |
| ۲۰۱۴ | جیمین و وی | بدون آلبوم                         | «فارغ‌التحصیلی ۹۵ای‌ها»    |
| ۲۰۱۵ | بی‌تی‌اس     | زیباترین لحظه در زندگی، قسمت ۱     | «محکم بغلم کن»           |
| ۲۰۱۵ | بی‌تی‌اس     | زیباترین لحظه در زندگی، قسمت ۱     | «پسران هیجان‌زده»         |
| ۲۰۱۵ | بی‌تی‌اس     | زیباترین لحظه در زندگی، قسمت ۲     | «بدو»                    |
| ۲۰۱۶ | بی‌تی‌اس     | زیباترین لحظه در زندگی: همیشه جوان | «بدو» (میکس بالاد)       |
| ۲۰۱۶ | بی‌تی‌اس     | زیباترین لحظه در زندگی: همیشه جوان | «بدو» (میکس آلترناتیو)   |
| ۲۰۱۶ | بی‌تی‌اس     | جوانی                              | «مقدمه: جوانی»           |
| ۲۰۱۶ | بی‌تی‌اس     | بال‌ها                              | «انگ»                    |
| ۲۰۱۷ | آر ام و وی | بدون آلبوم                         | «ساعت ۴»                 |
| ۲۰۱۹ | وی         | بدون آلبوم                         | «منظره»                  |
| ۲۰۱۹ | وی         | بدون آلبوم                         | «خرس زمستانی»            |
| ۲۰۲۰ | بی‌تی‌اس     | نقشهٔ روح: ۷                        | «کودک درون»              |
| ۲۰۲۰ | وی         | موسیقی متن کلاس ایته‌وون            | «شب شیرین»               |
| ۲۰۲۰ | بی‌تی‌اس     | بدون آلبوم                         | «در جنگل»                |
| ۲۰۲۰ | بی‌تی‌اس     | بودن                               | «آبی و خاکستری»          |

## فیلم‌شناسی

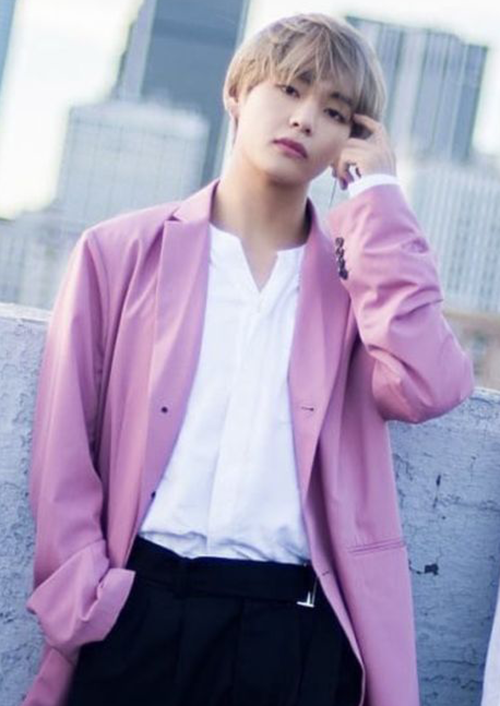
وی در مجلهٔ دی آیکون، نوامبر ۲۰۱۷.

### موزیک ویدئوها
| سال  | عنوان         | مدت زمان | نقش      | منبع   |
| ---- | ------------- | -------- | -------- | ------ |
| ۲۰۱۹ | «خرس زمستانی» | ۳:۳۲     | کارگردان | [ ۷۷ ] |

### مجموعه تلویزیونی
| سال  | شبکه    | عنوان                       | نقش          | توضیحات  | منبع   |
| ---- | ------- | --------------------------- | ------------ | -------- | ------ |
| ۲۰۱۶ | کی‌بی‌اس۲ | هوارانگ: جوانان جنگجوی شاعر | سوک هان سونگ | نقش مکمل | [ ۷۸ ] |

### برنامه تلویزیونی
| سال  | شبکه       | عنوان            | نقش  | توضیحات                                | منبع   |
| ---- | ---------- | ---------------- | ---- | -------------------------------------- | ------ |
| ۲۰۱۶ | ام‌بیگ تی‌وی | برومنس سلبریتی‌ها | خودش | فصل ۱، قسمت‌های ۴–۱؛ به‌همراه کیم مین-جه | [ ۷۹ ] |

### مجری‌گری
| سال  | شبکه    | عنوان                        | نقش  | توضیحات                              | منبع   |
| ---- | ------- | ---------------------------- | ---- | ------------------------------------ | ------ |
| ۲۰۱۴ | ام‌بی‌سی  | شو! میوزیک کر                | مجری | به‌همراه کیم سو-هیون                  | [ ۸۰ ] |
| ۲۰۱۵ | کی‌بی‌اس۲ | بانک موسیقی                  | مجری | به‌همراه پارک بوگوم و هیمچان (بی‌ای‌پی) | [ ۸۱ ] |
| ۲۰۱۵ | ام‌بی‌سی  | شو! میوزیک کر                | مجری | به‌همراه زیکو و کیم سو-هیون           | [ ۸۲ ] |
| ۲۰۱۶ | اس‌بی‌اس  | اینکیگایو                    | مجری | به‌همراه جی-هوپ، مونبیول و ویین       | [ ۸۳ ] |
| ۲۰۱۷ | کی‌بی‌اس۲ | بانک موسیقی (ویژهٔ سنگاپور)   | مجری | به‌همراه پارک بو-گوم و آیرین          | [ ۸۴ ] |
| ۲۰۱۷ | اس‌بی‌اس  | سوپر کنسرت اینکیگایو در دِجون | مجری | به‌همراه جیسو و جین‌یونگ               | [ ۸۵ ] |

### تریلرها و فیلم‌های کوتاه
| سال  | عنوان    | مدت زمان | کارگردان(ها)          | منبع   |
| ---- | -------- | -------- | --------------------- | ------ |
| ۲۰۱۶ | «انگ ۳#» | ۳:۱۸     | یونگ-سوک چوی (لامپنز) | [ ۸۶ ] |
| ۲۰۱۸ | «تکینگی» | ۳:۳۲     | یونگ-سوک چوی (لامپنز) | [ ۸۷ ] |

## جوایز و نامزدی‌ها
| مراسم جوایز       | سال  | بخش                | نامزدی(ها)/آثار | نتیجه    | منابع  |
| ----------------- | ---- | ------------------ | --------------- | -------- | ------ |
| جوایز موسیقی ملون | ۲۰۱۷ | بهترین موسیقی متن  | «قطعاً تویی»     | نامزدشده | [ ۸۸ ] |
| جوایز سومپی       | ۲۰۱۸ | بهترین آیدل بازیگر | وی              | برنده    | [ ۸۹ ] |
| جوایز سومپی       | ۲۰۱۹ | بهترین طراحی رقص   | «تکینگی»        | برنده    | [ ۹۰ ] |

## واژه‌نامه
1. ↑  No More Dream
2. ↑  Hold Me Tight
3. ↑  Boyz with Fun
4. ↑  Stigma
5. ↑  Hug Me
6. ↑  Friends
7. ↑  Inner Child
8. ↑  It's Definitely You, 죽어도 너야; Jugeodo neoya
9. ↑  4 O'Clock
10. ↑  Scenery, 풍경
11. ↑  Winter Bear
12. ↑  Vante
13. ↑  Sweet Night
14. ↑  Snow Flower
15. ↑  95 Graduation
16. ↑  Outro: Circle Room Cypher
17. ↑  Hold Me Tight
18. ↑  Boyz with Fun
19. ↑  Introduction: Youth
20. ↑  In the Soop
21. ↑  Blue & Grey
22. ↑  Stigma #3